# TATA box

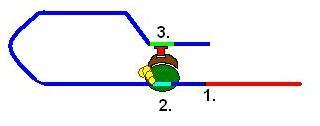
1. Inizio della trascrizione;
2. TATA box con l'RNA polimerasi;
3. Sito di legame del fattore di trascrizione

Con il nome di TATA box, o Goldberg-Hogness box, si definisce una sequenza canonica (ovvero comune a tutti gli organismi), localizzabile su un filamento di DNA, che forma, insieme ad altre sequenze canoniche come la CAAT Box o la GC Box, un sito particolare detto promotore «core» di un gene. 
Il promotore core comprende sequenze come «inr», che permette alla RNA polimerasi di riconoscere il sito di inizio della trascrizione, in genere rappresentato da una adenina, «BRE (TF2 B Recognition Element)», sito di riconoscimento del fattore di trascrizione basale TF2B, l'elemento «DPE», che può fungere da sito di inizio della trascrizione in alternativa all'inr, e spesso anche il TATA box che fornisce un sito di legame per il fattore di trascrizione basale TF2 D, il primo a legare il promotore tramite la subunità TBP (TATA Binding Protein).
La TATA è formata da coppie di basi azotate appaiate secondo lo schema adenina-timina (Timina Adenina Timina Adenina, da cui il nome).
La TATA-BOX è riconosciuta come la regione che facilita l'attacco della RNA polimerasi (in particolare, negli eucarioti, la RNA polimerasi II durante la trascrizione di un mRNA) e sulla quale la RNA polimerasi inizia ad aprire l'elica di DNA.
Le basi T ed A sono appaiate in modo da formare solo due legami a idrogeno (regola dell'appaiamento delle basi) in questo modo l'enzima RNA polimerasi è in grado di aprire la bolla di replicazione senza grande dispendio energetico.
Nei procarioti è situata a circa 10 nucleotidi (tra i 6 e i 9) dal punto di inizio della trascrizione e si presenta con sequenza consenso TATAAT (Pribnow box). Negli eucarioti invece a circa 25 coppie di basi dallo stesso punto. Il promotore core è quella regione del gene, non trascritta, che permette tramite l'interazione con i fattori di trascrizione basali, una trascrizione basale del gene. 
La trascrizione può però essere modulata dagli elementi contenuti nel promotore prossimale (CAAT box, GC box, CRE) e da elementi enhancer o silencer che, posti anche a migliaia di basi di distanza dal promotore core, possono agire intensificando o diminuendo i livelli di trascrizione basale.